# Furlan Marri
Furlan Marri SA, o simplemente Furlan Marri, es un fabricante de relojes suizo de lujo con sede en Ginebra, Suiza, registrada en 2021 por Andrea Furlan y Hamad Al Marri.
Conocido por diseños clásicos, Furlan Marri utiliza principalmente un movimiento de cuarzo mecha, creado por Frédéric Piguet y Jaeger-LeCoultre, que le ganó notoriedad a la marca.